# 日高拓磨
日高 拓磨（ひだか たくま、1983年4月8日 - ）は、元プロサッカー選手、サッカー指導者。現役時代のポジションはディフェンダー。

## 来歴
サッカークラブの監督を務めていた父親の影響で5歳よりサッカーを始める。幼少時代より父親から厳しいサッカーの英才教育を受け実力を伸ばし、旭丘小時代には中国地区トレセンに選出されるなど早くから頭角を現した。学生時代はフォワードをはじめ 攻撃的な中盤のポジションを務め、中学時代は地元の旭丘JrユースFCでプレー。高校からは単身親元を離れ清水エスパルスユースに所属し寮生活を送る。当時の清水ユースは強豪チームとして主要大会でも好成績を残しており、日本クラブユースサッカー選手権(U-18)大会ベスト4、高円宮杯全日本ユース(U-18)サッカー選手権大会ベスト4、Jユースカップ準優勝などを経験。日高自身も3年生になると、高円宮杯第12回全日本ユース(U-18)サッカー選手権大会ベスト8、第25回日本クラブユースサッカー選手権 (U-18)大会5位、Jユースカップ2001ベスト16などの好成績を収め、中心選手としてチームを牽引し得点源としても活躍するがトップチーム昇格は適わず、高校卒業後は関東大学2部（当時）の明治大学に進学した。大学時代の同期には伊藤淳嗣、高杉亮太がいる。3年生次には同校の1部復帰に貢献。また、関東大学サッカー選手権大会で優勝し、その後の総理大臣杯全日本大学サッカートーナメントではベスト4の成績を収めた。4年生次には目立った成績こそ残せなかったものの、日高のプレーに注目した当時J2のサガン鳥栖よりオファーを受け入団が内定。2005年12月28日に日高の獲得がクラブから正式に発表された。

### サガン鳥栖
2006年、クラブからはスピードに乗ったドリブルとクレバーな守備を持ち味として期待され、背番号は29に決まりフォワード登録となった。当時の鳥栖の前線には前年のJ2日本人得点王でエースストライカーの新居辰基をはじめ、新居に次ぐ多くのゴールを挙げていた鈴木孝明がおり、これらの実力者とツートップのポジションを争うこととなる。この年のリーグ戦が開幕すると、早くからサテライトで好プレーを見せていた事で、監督の松本育夫は3月18日のJ2第3節神戸戦で日高をフォワードとしてスタメンに抜擢する。続く3月21日のJ2第4節柏戦でも交替出場で起用されるが、いずれの試合でもゴールを挙げることが出来ずチームも敗戦を喫すると、以降の試合で日高が起用される事はなくベンチ入りすら1試合も出来ない事態となった。同期入団で同じく大卒新人の藤田祥史、廣瀬浩二、衛藤裕らが積極的に起用され主力として活躍したのとは対照的に、日高の公式戦出場はこの2試合に留まり、チームがJ1昇格争いを演じ最終的に4位とクラブ史上最高順位を収める中で日高個人としては非常に厳しいシーズンとなった。
2007年は松本に替わり岸野靖之が新監督に就任。2年連続でJ2日本人得点王となったエースストライカーの新居辰基が退団したものの、前年のJ2で17得点を挙げたアンデルソン、地域リーグで得点を量産した実績を持つレオナルドらが加入しフォワードのポジション争いは激化。更には開幕直前の練習試合中に右足第一末節骨骨折で全治1か月の大けがを負ってしまい 大きく出遅れることとなったが、戦列に復帰後は監督の岸野によってサイドバックにコンバートされると才能が開花。シーズン初出場となった4月29日のJ2第12節東京V戦で初めて右サイドバックとしてスタメン起用されると、当時J2で屈指の攻撃力を誇っていたディエゴやフッキを抑え込む だけに留まらず、藤田祥史の先制点の起点にもなるなど 攻守に渡る活躍で勝利に貢献する。この活躍により以降は左右サイドバックに定着し主力としてリーグ戦を戦い抜いた。シーズン後半の8月16日J2第34節東京V戦では左サイドバックとして先発出場し、前半9分に自陣から相手ゴール前までの約70メートルを駆け上がると高地系治のパスから得点を決め勝利に貢献。この得点が日高の公式戦初ゴールとなった。以降も最終節まで1試合も欠場する事なく不動のサイドバックとして起用され続け、最終的にチームは前年を下回る8位となったものの、日高個人としてはリーグ戦の38試合に出場。このうち37試合でスタメン起用され出場時間はチーム4位の3,370分に到達するなど飛躍のシーズンとなった。また、同年開催の天皇杯にも鳥栖が登場した3回戦以降の全試合に先発で起用されチームの5回戦進出に貢献した。
2008年からは登録ポジションをディフェンダーに変更。背番号も退団した田中淳也が背負っていた13に変更した。リーグ戦では、前年の活躍もあって監督の岸野からは主力サイドバックとして期待され、3月8日のJ2第1節山形戦でプロ3年目にして初めて開幕戦スタメンフル出場を果たすと、この年にJ1昇格を果たす相手を無失点に抑え勝利に貢献。以降も主に右サイドバックを主戦場に攻守を支え、チームの成績も一時は首位に躍り出るなど 好調な戦いぶりを見せた。このシーズンはゴールこそ挙げられなかったものの、起用に応える活躍で攻撃の起点として得点を演出する場面も多く見られた。夏場に入ると調子を落としてしまい、7月9日のJ2第25節仙台戦では公式戦初退場を経験し、その後は先発を外れ途中起用される試合も続いたが、8月17日のJ2第31節愛媛戦でスタメンに復帰すると最終節までコンスタントに先発で起用され続け、この年の出場時間もチーム4位の2,935分に到達した。一方で、チームの成績は序盤からJ1昇格争いを演じるも、リーグ戦の後半から勝ちきれない試合が目立つようになり最終的に6位でシーズンを終える。同年開催の天皇杯では4回戦以降の全試合でスタメン起用され、クラブ史上初となる同大会ベスト8入りに貢献した。
2009年はベテランの山田卓也をはじめ、柳沢将之、磯崎敬太らが加入しサイドバックのポジション争いが激化する。リーグ戦では開幕スタメンこそ果たせなかったものの、チームが開幕戦から3連敗を喫すると、3月25日の第4節岡山戦でスタメンに抜擢され、相手攻撃陣を無失点に抑える活躍で監督の岸野の起用に応える働きを見せた。これが評価されたことで、続く3月29日のJ2第5節甲府戦にもスタメンで起用されると、島田裕介が蹴ったフリーキックから決勝点となるヘディングシュートを決めてチームをシーズン初勝利へと導き、更に続く4月4日のJ2第6節湘南戦では、サイドハーフとして起用され、前半28分に磯崎敬太のパスを頭で合わせ先制点を挙げると、後半34分には高地系治のパスから決勝点となるゴールを決め、チームを2連勝へ導く原動力となった。この活躍により以降は主力として起用され、サイドバックのみならず攻撃的な中盤のポジションでも出場を続けるが、5月からは徐々に出場機会を失った。7月に入ると左サイドバックとしてスタメンで起用され続け、9月2日のJ2第37節横浜FC戦でスタメンに起用されJ2通算100試合出場を達成した。リーグ戦の終盤に入るとコンディションを落としてしまったことで 再び出場機会が限られるが、起用された試合では左サイドバックながら積極的な攻撃参加を見せ、J1昇格を争うチームを献身的に支えた。最終的にチームは5位でシーズンを終え、日高自身も自己最多となる3ゴールを挙げるも、出場時間は2,276分と前年を大幅に下回った。同年開催の天皇杯では鳥栖が登場した2回戦以降の全試合に先発で起用され4回戦進出に貢献した。
2010年はサイドの主力を務めていた高地系治、柳沢将之らが退団する一方で丹羽竜平、早坂良太ら実力者が加入。監督は岸野が退任し再び松本育夫が指揮を執る事となった。リーグ戦が開幕すると、松本からは攻撃面を評価されるも、定位置を確保するまでには至らず、シーズン序盤は控えメンバーに留まり、相手にリード許す苦しい試合展開となった際に途中交替で起用された。5月2日のJ2第10節東京V戦でこのシーズン初めてスタメンで起用されると後半ロスタイムにコーナーキックから同点弾となるヘディングシュートを決める。この試合以降コンスタントに先発で起用されるようになり、5月9日のJ2第12節大分戦では、後半ロスタイムのコーナーキックを再び頭で合わせ決勝ゴールを挙げチームを勝利に導くなど、起用に応える活躍を見せた。ところが、チームはワールドカップの中断期間明けの7月から10月までで僅か2勝しか挙げられない深刻な事態に陥ってしまい、日高も8月に入ると再び出場機会を失うこととなったが、11月からはスタメンに復帰し最終節までチームを攻守に渡って支えた。最終的にチームは9位でシーズンを終え、日高個人としても年間2ゴールこそ挙げたものの出場時間は前年を更に大きく下回る1,493分に留まり、このため日高はクラブに移籍を打診する。12月29日にオファーのあったJ2のコンサドーレ札幌へ完全移籍することが双方のクラブから発表された。

### コンサドーレ札幌
2011年、札幌でもディフェンダーとして登録され、背番号は退団した吉弘充志が背負っていた2を与えられることが決まった。クラブからは右サイドバックの主力として期待されたものの、開幕前のキャンプ中に左足腓骨骨折の重傷を負い、長期離脱を余儀なくされたことで出遅れてしまい、札幌での公式戦初出場は5月8日のJ2第11節熊本戦まで持ち越しとなった。日高はこの試合に右サイドバックとして先発起用されフル出場を果たすもチームは惜しくも敗戦している。続く5月15日のJ2第12節鳥取戦では高卒新人の三上陽輔の得点をアシストし、守備でも相手攻撃陣を無失点に抑え勝利に貢献した。これらの活躍もあって監督の石崎信弘の信頼を得ると、日高が戦列を離れていた間にサイドバックの代役を務めていた高木純平らとポジションを争いながら、以降も右サイドバックの主力としてコンスタントに起用され続け攻守に渡りチームを支え、一時はチームの失点数もリーグ最少失点を記録し堅守を誇ったが、同時に深刻な得点力不足にも陥っており序盤は下位に沈むこととなった。シーズン中盤に入ると右サイドバックの主力に定着し、また、若手の横野純貴が台頭したことや、7月にはジオゴが途中加入した事で前線に攻撃の起点が出来ると、サイドバックのポジションからの積極的な攻撃参加も顕著に見られるようになり、チームの成績も一気に向上し首位争いを演じるまでに上昇した。終盤は出場機会が限られ欠場した試合も見られたものの、年間を通して主力として活躍しJ1昇格に貢献した1人となった。
2012年、日高にとって初めてのJ1の舞台となったが、オーストラリア代表のノース、清水における史上最年少出場記録を持つ山本真希に加え、高卒新人で前年に高円宮杯U-18プレミアリーグイーストで優勝を果たした札幌U-18から昇格を果たした前貴之、小山内貴哉が加入しサイドバックのポジション争いが激化する。更には日高自身も年間を通してグロインペイン症候群の怪我に悩まされることとなった。このため、シーズン序盤から調子が上がらずリーグ戦の序盤の多くの試合を欠場した。一方で、ヤマザキナビスコカップには全試合に出場し、4月4日の予選第2節横浜FM戦では決勝点となる榊翔太のゴールをアシストし、4月18日の予選第3節鹿島戦でも榊の先制点をアシストする など活躍を見せたが、チームは予選リーグ敗退を喫した。これらの活躍が裏付けるように調子を上げると、4月21日J1第7節川崎戦でスタメンに起用されたことでJ1初出場を果たす。この試合では敗戦したものの、高木純平の得点をアシストするなど活躍を見せると、以降は主力サイドバックとして定着した。ところが、チームはリーグ戦の前半を終えて僅か1勝しか挙げられない深刻な事態に陥っており、シーズン序盤から最下位に低迷し続けた。そうした苦しい戦いの中で日高は7月に入ると上原慎也と共に孤軍奮闘の活躍でチームの攻撃を支えるようになる。7月14日のJ1第18節磐田戦では大敗を喫したものの、一矢報いる反撃のゴールを挙げる。この得点が日高にとって札幌移籍後初ゴールであるのと同時にJ1初ゴールとなった。8月11日のJ1第21節仙台戦では同点弾となるゴールを挙げ勝利に貢献。更には8月25日のJ1第23節G大阪戦ではコーナーキックを頭で合わせ同点弾となるゴールを挙げる など、サイドバックでの起用ながら短期間でゴールを積み重ねた。しかし、9月に入るとグロインペイン症候群の症状が悪化し欠場を余儀なくされる。この間に前貴之がサイドバックのポジションで台頭を見せたことなどもあって残りのシーズンを棒に振ることとなった。日高が不在の間にチームはJリーグ史上最速降格が決定し、シーズンオフにはJ2降格に伴う緊縮財政の影響により、多くの主力選手の移籍が決定していく中で日高も移籍を考えるが、最終的にチーム残留を決断する。翌年の1月8日には契約合意の旨がクラブから正式に発表され、札幌での3年目のシーズンを迎えることが決まった。
2013年、この年から新監督に財前恵一が就任し同監督からも主力サイドバックとして期待されるが、前年からのグロインペイン症候群の影響は大きく、リーグ戦が開幕後も前半戦の大半を欠場することとなった。5月12日のJ2第14節山形戦の試合終了間際に岡本賢明と交替でシーズン初出場を果たすと、以降は右サイドバックとして先発に定着。6月1日のJ2第17節横浜FC戦でキックオフ直後に相手ゴール前まで駆け上がりシーズン初得点を挙げ勝利に貢献する。6月22日のJ2第20節岐阜戦では攻撃参加から横野純貴のゴールの起点となるシュートを放つ など調子を上げていくと、夏場以降はコンディションを取り戻し全試合でスタメン起用され、右サイドで積極的な攻撃参加を見せ躍動する。7月27日のJ2第26節鳥取戦では、右サイドのセンターライン付近で三上陽輔のパスを受けると、持ち前の俊足を活かしたオーバーラップで敵陣深くまで一気に駆け上がり内村圭宏をアシストする活躍で勝利に貢献した。8月11日のJ2第28節横浜FC戦ではフェホのゴールの起点となるパスで勝利に貢献。8月25日のJ2第31節水戸戦では上原慎也のゴールの起点となるパスで逆転勝利に貢献した。これらの日高の活躍を象徴するように、この頃からチームの成績も徐々に上向いていき、J1昇格プレーオフ進出圏内を射程範囲に捉えられるまで順位も上昇した。リーグ戦終盤にも、10月20日のJ2第37節山形戦で砂川誠からのパスを頭で合わせ先制点となるゴールで勝利に貢献し、プレーオフ進出を目指すチームを攻守で支え続けるが、11月24日J2最終節北九州戦で引き分けてしまい後一歩のところで逃すこととなった。また、シーズンオフの12月28日に開催されたチャリティーサッカー2013の出場メンバーに札幌に所属の選手としては唯一選出されている。
2014年は内村圭宏、古田寛幸と共に札幌の副キャプテンに就任することが決定。リーグ戦開幕前の2月9日に行われた練習試合で左足腸腰筋肉離れの怪我を負い、全治4〜6週と診断され 開幕戦からの試合出場は絶望的となったものの、驚異的な回復を見せたことで3月2日J2第1節磐田戦で控えメンバー入りを果たす。この試合では試合終盤に菊岡拓朗と交替で途中出場すると相手攻撃陣を無失点に抑え開幕戦勝利に貢献した。5月に故障、椎間板ヘルニアと診断され手術を行い、100日以上離脱することになった。
2015年、カターレ富山へ移籍 したが、椎間板ヘルニアが再発、現役続行にはリスクが伴う ことから本シーズンをもって現役を引退。シーズン終了後にヘルニアの再手術を行った。
2016年、北海道コンサドーレ旭川U-15コーチに就任。

## 所属クラブ
ユース経歴
- 福山市立旭丘小学校
- 旭丘JrユースFC（福山市立大門中学校）
- 清水エスパルスユース（常葉学園橘高等学校）
- 明治大学

プロ経歴
- 2006年 - 2010年 サガン鳥栖
- 2011年 - 2014年 コンサドーレ札幌
- 2015年 カターレ富山

## 個人成績
| 国内大会個人成績 | 国内大会個人成績 | 国内大会個人成績 | 国内大会個人成績 | 国内大会個人成績 | 国内大会個人成績 | 国内大会個人成績 | 国内大会個人成績 | 国内大会個人成績 | 国内大会個人成績 | 国内大会個人成績 | 国内大会個人成績 |
| 年度             | クラブ           | 背番号           | リーグ           | リーグ戦         | リーグ戦         | リーグ杯         | リーグ杯         | オープン杯       | オープン杯       | 期間通算         | 期間通算         |
| 年度             | クラブ           | 背番号           | リーグ           | 出場             | 得点             | 出場             | 得点             | 出場             | 得点             | 出場             | 得点             |
| 日本             | 日本             | 日本             | 日本             | リーグ戦         | リーグ戦         | リーグ杯         | リーグ杯         | 天皇杯           | 天皇杯           | 期間通算         | 期間通算         |
| ---------------- | ---------------- | ---------------- | ---------------- | ---------------- | ---------------- | ---------------- | ---------------- | ---------------- | ---------------- | ---------------- | ---------------- |
| 2006             | 鳥栖             | 29               | J2               | 2                | 0                | -                | -                | 0                | 0                | 2                | 0                |
| 2007             | 鳥栖             | 29               | J2               | 38               | 1                | -                | -                | 3                | 0                | 41               | 1                |
| 2008             | 鳥栖             | 13               | J2               | 35               | 0                | -                | -                | 3                | 0                | 38               | 0                |
| 2009             | 鳥栖             | 13               | J2               | 32               | 3                | -                | -                | 3                | 0                | 35               | 3                |
| 2010             | 鳥栖             | 13               | J2               | 23               | 2                | -                | -                | 0                | 0                | 23               | 2                |
| 2011             | 札幌             | 2                | J2               | 25               | 0                | -                | -                | 0                | 0                | 25               | 0                |
| 2012             | 札幌             | 2                | J1               | 19               | 3                | 6                | 0                | 0                | 0                | 25               | 3                |
| 2013             | 札幌             | 2                | J2               | 27               | 2                | -                | -                | 1                | 0                | 28               | 2                |
| 2014             | 札幌             | 2                | J2               | 23               | 0                | -                | -                | 0                | 0                | 23               | 0                |
| 2015             | 富山             | 2                | J3               | 23               | 2                | -                | -                | -                | -                | 23               | 2                |
| 通算             | 日本             | 日本             | J1               | 19               | 3                | 6                | 0                | 0                | 0                | 25               | 3                |
| 通算             | 日本             | 日本             | J2               | 205              | 8                | -                | -                | 10               | 0                | 215              | 8                |
| 通算             | 日本             | 日本             | J3               | 23               | 2                | -                | -                | 0                | 0                | 23               | 2                |
| 総通算           | 総通算           | 総通算           | 総通算           | 247              | 13               | 6                | 0                | 10               | 0                | 263              | 13               |

- Jリーグ初出場 - 2006年3月18日 J2第3節 対神戸 (鳥栖)
- Jリーグ初得点 - 2007年8月16日 J2第34節 対東京V (鳥栖）